# Silvestro Terzi
Silvestro Terzi (Verbania, 9 maggio 1951) è un politico italiano.

## Biografia
Diplomato perito tecnico ambientale e antinfortunistica, viene eletto alla Camera dei deputati con la Lega Nord la prima volta il 21 aprile 1992, alla successiva legislatura viene eletto al Senato il 27 marzo 1994, poi è nuovamente rieletto alla Camera dei deputati il 21 aprile 1996. Ha fatto parte della Commissione Ambiente, della Commissione Lavoro, della Giunta per le Elezioni, della Commissione d’Inchiesta sui Rifiuti.
Cessati i mandati parlamentari ha intrapreso a Bergamo l’attività imprenditoriale di allevamento di cani dobermann, anche quale giudice e figurante dell’Ente Nazionale Cinofilia Italiana.